# ジギムント・アウグスト・ヴォルフガング・ヘルダー
ジギムント・アウグスト・ヴォルフガング・ヘルダー（Sigismund August Wolfgang von Herder、1776年8月18日 - 1838年1月29日）は、ドイツの地質学者、鉱物学者である。
ビュッケブルク (Bückeburg) に生まれた。父親は詩人のヨハン・ゴットフリート・ヘルダーで、ゲーテらのドイツの知識人の中で育った。父の友人でアフリカを探検したアウグスト・フォン・アインジーデル (August von Einsiedel) の影響で鉱物と科学に対する興味を持った。数年兄とスイスで暮らし、多くの外国語が話す力をつけた。1795年にイェーナ大学を卒業し、ゲッティンゲン大学、フライベルク鉱山学校 (Technische Universität Bergakademie Freiberg)、ヴィッテンベルク大学などでさらに研究した。1802年に父親が爵位を得て、ヘルダーもフォン・ヘルダーと名乗ることになった。
1802年から kursächsischen 鉱山などで働き、1809年にザクセン公国などの鉱山や製鉄所の設備や技術の改善を行った。
鉱物 herderite（ヘルデル石）はヘルダーから命名された。